# أوسامو شيمومورا

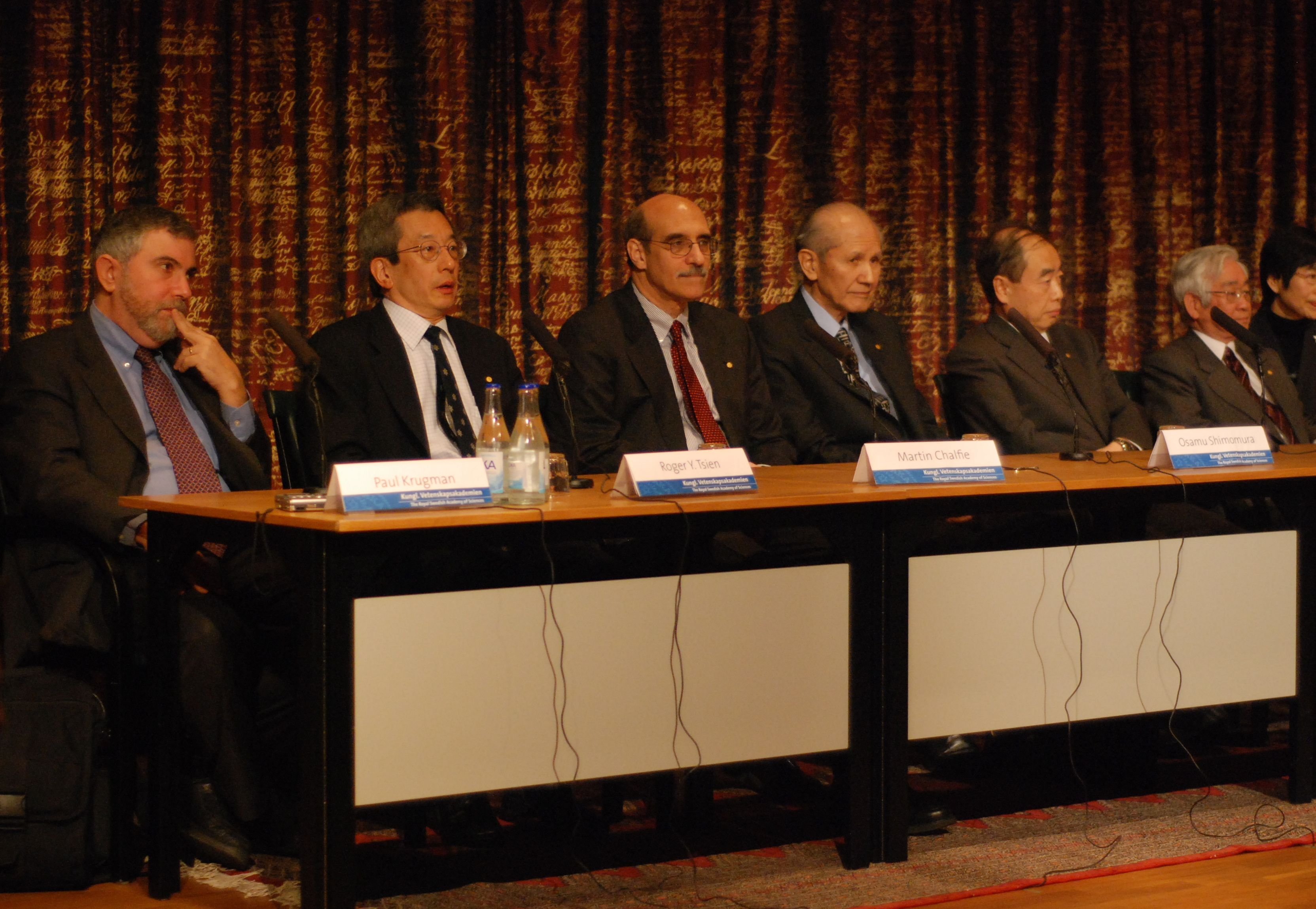
بول كروغمان ، وروجر تسين ، ومارتن تشالفي ، وأوسامو شيمومورا ، وماكوتو كوباياشي ، وتوشيهيد ماسوكاوا ، الحائزون على جائزة نوبل عام 2008 ، في مؤتمر صحفي في الأكاديمية السويدية للعلوم في ستوكهولم.

أوسامو شيمومورا عالم ياباني ولد عام 1928، أستاذ العلوم البيولوجية البحرية في وودز هول بولاية ماساتشوستس، حاصل على جائزة نوبل في الكيمياء 2008 لقيامة بعدة دراسات لتطوير ما يُعرف بالبروتينات الفلورية الخضراء.

## روابط خارجية
- أوسامو شيمومورا على موقع الموسوعة البريطانية (الإنجليزية)
- أوسامو شيمومورا على موقع مونزينجر (الألمانية)
- أوسامو شيمومورا على موقع إن إن دي بي (الإنجليزية)